# Paweł Szynal
Paweł Szynal (ur. 20 listopada 1973) – polski lekkoatleta uprawiający biegi długodystansowe, specjalizujący się w biegu 24-godzinnym.

## Życiorys
W 2012 roku podczas Mistrzostw Europy w biegu 24-godzinnym w Katowicach zdobył brązowy medal w drużynie z Piotrem Sawickim i Andrzejem Radzikowskim, indywidualnie zajął 19 miejsce z wynikiem 237,365 km.
W 2013 roku podczas Mistrzostw Polski w biegu 24-godzinnym w Katowicach zdobył brązowy medal z wynikiem 206,355 km.
W 2014 roku podczas Mistrzostw Polski w biegu 24-godzinnym w Katowicach zdobył złoty medal z wynikiem 253,567 km.
W 2015 roku podczas Mistrzostw Polski w biegu 24-godzinnym w Łyse zdobył złoty medal z wynikiem 246,887 km.
Podczas rozgrywanych 1 lipca w Turynie Mistrzostw Europy w biegu 24-godzinnym zdobył srebrny medal, oraz drugi srebrny medal w Mistrzostwach Świata z wynikiem 261,181 km.

## Osiągnięcia
| Rok  | Impreza                                      | Miejsce     | Konkurencja   | Pozycja     | Wynik     |
| ---- | -------------------------------------------- | ----------- | ------------- | ----------- | --------- |
| 2012 | Mistrzostwa Europy w biegu 24-godzinnym 2012 | Katowice    | indywidualnie | 19. miejsce | 237 365 m |
| 2012 | Mistrzostwa Europy w biegu 24-godzinnym 2012 | Katowice    | drużynowo     | 3. miejsce  | 741 267 m |
| 2012 | Mistrzostwa Świata w biegu 24-godzinnym 2012 | Katowice    | indywidualnie | 25. miejsce | 237 365 m |
| 2012 | Mistrzostwa Świata w biegu 24-godzinnym 2012 | Katowice    | drużynowo     | 4. miejsce  | 741 267 m |
| 2013 | Mistrzostwa Europy w biegu 24-godzinnym 2013 | Steenbergen | indywidualnie | 40. miejsce | 214 003 m |
| 2013 | Mistrzostwa Europy w biegu 24-godzinnym 2013 | Steenbergen | drużynowo     | 9. miejsce  | 665 730 m |
| 2013 | Mistrzostwa Świata w biegu 24-godzinnym 2013 | Steenbergen | indywidualnie | 54. miejsce | 214 003 m |
| 2013 | Mistrzostwa Świata w biegu 24-godzinnym 2013 | Steenbergen | drużynowo     | 12. miejsce | 665 730 m |
| 2015 | Mistrzostwa Europy w biegu 24-godzinnym 2015 | Turyn       | indywidualnie | 2. miejsce  | 261 181 m |
| 2015 | Mistrzostwa Europy w biegu 24-godzinnym 2015 | Turyn       | drużynowo     | 4. miejsce  | 727 221 m |
| 2015 | Mistrzostwa Świata w biegu 24-godzinnym 2015 | Turyn       | indywidualnie | 2. miejsce  | 261 181 m |
| 2015 | Mistrzostwa Świata w biegu 24-godzinnym 2015 | Turyn       | drużynowo     | 6. miejsce  | 727 221 m |
| 2017 | Mistrzostwa Świata w biegu 24-godzinnym 2017 | Belfast     | indywidualnie | 84. miejsce | 204 544 m |
| 2017 | Mistrzostwa Świata w biegu 24-godzinnym 2017 | Belfast     | drużynowo     | 2. miejsce  | 766 934 m |